# ترفتالیک اسید
اسید ترفتالیک (به انگلیسی: Terephthalic acid) با فرمول شیمیایی C۸H۶O۴ یک ترکیب شیمیایی است. که جرم مولی آن ۱۶۶٫۱۳ g/mol می‌باشد. شکل ظاهری این ترکیب، پودر یا بلورهای سفید است.
اسید ترفتالیک به عنوان ماده اولیه برای تولید پلی استرها استفاده می شود. با توجه به کاربردهای گسترده ترکیب شیمیایی اسید ترفتالیک در بسیاری از صنایع، سالانه میلیون ها کیلوگرم از این ماده مفید در جهان تولید می شود. ترکیب شیمیایی ترفتالیک اسید یکی از مهم ترین و در عین حال اصلی ترین واسطه های شیمیایی در صنعت پتروشیمی است و به عنوان ماده اولیه برای تولید پلی اتیلن ترفتالات استفاده می شود.
در تولید آن به‌ صورت گسترده از واکنش پارازایلن و پتاسیم پرمنگنات غلیظ استفاده میشود.